# 소니 엑스페리아 XZ1
소니 엑스페리아 XZ1은 일본 소니 모바일 커뮤니케이션스가 제조하여, 소니코리아에서 독점 판매하는 안드로이드 스마트폰이다.

## 운영체제/소프트웨어

### 안드로이드 8.0 오레오
소니 엑스페리아 XZ1은 안드로이드 8.0 오레오를 탑재하여 출시했다.

## 색상
- 블랙
- 문릿 블루
- 웜 실버
- 비너스 핑크

## 경쟁 기종
- 삼성 갤럭시 S8
- 삼성 갤럭시 노트 8
- LG V30